# Clara Nunes
Clara Francisca Gonçalves Pinheiro, más conocida como Clara Nunes, (Paraopeba, 12 de agosto de 1942 - Río de Janeiro, 2 de abril de 1983) fue una de las cantantes brasileñas más populares en su país, fallecida prematuramente a causa de un shock anafiláctico en 1983 y reconocida como una de las más importantes cantantes de sambas en Brasil.

## Discografía oficial

### Álbumes de estudio
- 1966 A Voz Adorável de Clara Nunes (Odeon)
- 1968 Você Passa e Eu Acho Graça (Odeon)
- 1969 A Beleza Que Canta (Odeon)
- 1971 Clara Nunes (Odeon)
- 1972 Clara Clarice Clara (Odeon)
- 1973 Clara Nunes (Odeon)
- 1974 Brasileiro Profissão Esperança (Odeon)
- 1974 Alvorecer (Odeon)
- 1975 Claridade (Odeon)
- 1976 Canto das Três Raças (EMI-Odeon)
- 1977 As Forças da Natureza (EMI-Odeon)
- 1978 Guerreira (EMI-Odeon)
- 1979 Esperança (EMI-Odeon)
- 1980 Brasil Mestiço (EMI-Odeon)
- 1981 Clara (EMI-Odeon)
- 1982 Nação (EMI-Odeon)

### En vivo
- 2008 Poeta, Moça e Violão (con Vinícius de Moraes y Toquinho) (Biscoito Fino)

### Recopilatorios
- 1979 Sucessos de Ouro (EMI-Odeon)
- 1983 Clara Morena (EMI-Odeon)
- 1984 Alvorecer (Som Livre)
- 1984 A Deusa dos Orixás (Som Livre)
- 1985 Clara (EMI-Odeon)
- 1989 O Canto da Guerreira (EMI)
- 1990 O Canto da Guerreira Vol.2 (EMI)
- 1993 10 Anos (Som Livre)
- 2003 Para Sempre Clara
- 2005 Clara Nunes Canta Tom e Chico
- 2007 Mestiça (EMI)
- 2008 Sempre (Som Livre)

#### Tributos
- 1995 Clara Nunes Com Vida /coletivo/ (EMI)  205.855 cópias vendidas
- 1999 Claridade /Alcione/ (Globo/Universal)
- 2003 Um Ser de Luz - Uma Saudação a Clara Nunes /coletivo/